# Apterostigma chocoense
Apterostigma chocoense (лат.) — вид примитивных муравьёв-грибководов (Attini) рода Apterostigma из подсемейства Myrmicinae. 

## Распространение
Центральная и Южная Америка: Коста-Рика, Панама, Колумбия и Французская Гвиана.

## Описание
Мелкие муравьи коричневого цвета. Имеются треугольные зубчики на проподеуме; вентральный профиль брюшка выпуклый спереди и вогнутый сзади; брюшной профиль брюшка при виде сбоку извилистый. Усики рабочих и самок 11-члениковые, у самцов состоят из 12 сегментов. Нижнечелюстные щупики 3-члениковые, нижнегубные щупики состоят из двух сегментов (формула щупиков 3,2). Стебелёк между грудкой и брюшком состоит из двух члеников: петиоля и постпетиоля (последний отделён от брюшка), жало развито, куколки голые (без кокона). Петиоль вытянутый, без явного узелка.

## Таксономия
Вид был впервые описан в 1997 году южноамериканским мирмекологом Джоном Латтке (Lattke J. E., Instituto de Zoologia Agricola, Венесуэла и Universidade Federal do Paraná, Куритиба, Бразилия).